# Тарнавський Ілля Євстахійович

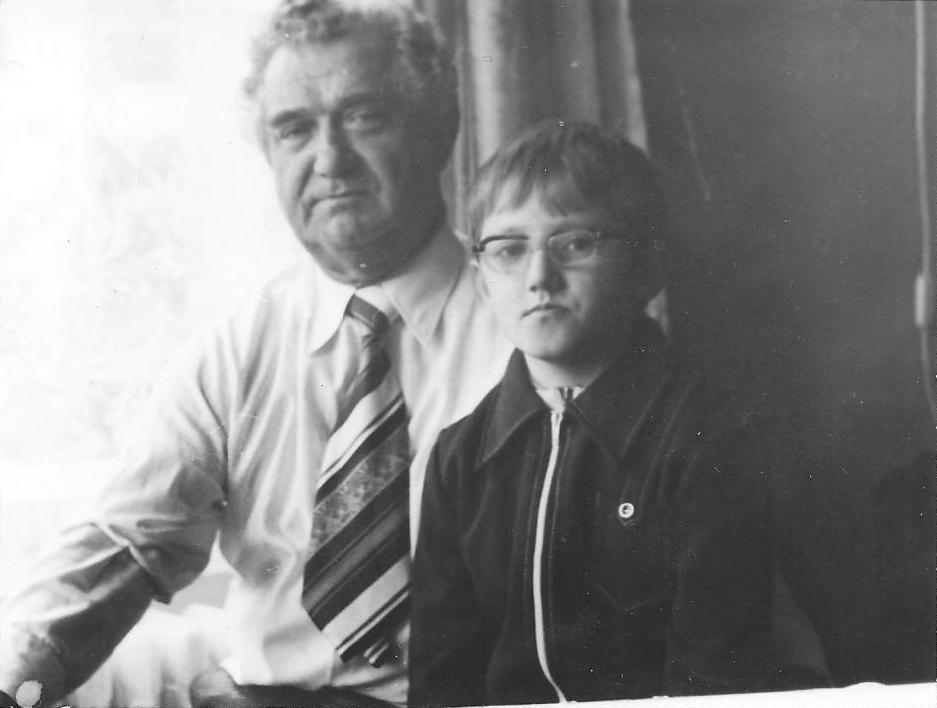
Тарнавський Ілля Євстахович з онуком Дмитром

Ілля Євстахійович Тарнавський (4 серпня 1918, село Колпець Львівського воєводства (тепер у складі міста Стебник Львівської області) — 21 липня 1994, місто Львів) — український радянський і компартійний діяч, голова Дрогобицького облвиконкому, депутат Верховної Ради УРСР 4—5-го скликань.

## Біографія
Народився в родині селянина-бідняка Євстахія Федоровича Тарнавського. Закінчив 7 класів неповної середньої школи. Працював робітником на Дрогобицькому керамічному заводі, слюсарем у кустарній майстерні. У 1940—1941 роках — робітник Дрогобицького нафтопереробного заводу № 2.
З червня 1941 року — в евакуації у місті Грозному (Чечено-Інгушської АРСР), де працював на підприємствах нафтової промисловості начальником охорони. У 1944—1946 роках — у Радянській армії.
Член ВКП(б) з 1944 року.
З 1946 року — заступник завідувача відділу кадрів, завідувач відділу селянської молоді Дрогобицького обласного комітету ЛКСМУ. У 1948 році закінчив Львівську обласну партійну школу.
У 1948—1949 роках — інструктор відділу пропаганди і агітації Дрогобицького міського комітету КП(б)У, завідувач відділу пропаганди і агітації Дрогобицького районного комітету КП(б)У.
У 1949—1950 роках — секретар, у 1950 — лютому 1951 року — 1-й секретар Дрогобицького районного комітету КП(б)У.
6 лютого — жовтень 1951 року — секретар Дрогобицького обласного комітету КП(б)У.
5 жовтня 1951 — 20 вересня 1952 року — голова виконавчого комітету Дрогобицької обласної Ради депутатів трудящих.
У 1952—1955 роках — слухач Вищої партійної школи при ЦК КП України.
У 1955—1957 роках — 1-й секретар Самбірського районного комітету КПУ Дрогобицької області.
9 серпня 1957 — травень 1959 року — голова виконавчого комітету Дрогобицької обласної Ради депутатів трудящих.
У червні 1959 — січні 1963 року — секретар Львівського обласного комітету КПУ.
9 січня 1963 — 14 грудня 1964 року — секретар Львівського промислового обласного комітету КПУ — голова промислового обласного комітету партійно-державного контролю. Одночасно, 12 січня 1963 — 17 грудня 1964 року — заступник голови виконавчого комітету Львівської промислової обласної Ради депутатів трудящих.
14 грудня 1964 — лютий 1966 року — секретар Львівського обласного комітету КПУ — голова обласного комітету партійно-державного контролю. Одночасно, 17 грудня 1964 — 28 грудня 1965 року — заступник голови виконавчого комітету Львівської обласної Ради депутатів трудящих.
28 грудня 1965 — 26 грудня 1978 року — голова Львівського обласного комітету народного контролю.
З грудня 1978 року — на пенсії в місті Львові.

## Нагороди
- орден Леніна (26.02.1958)
- медалі
- Почесна грамота Президії Верховної Ради Української РСР (6.11.1964)